# ایپام سیستمز
ایپام سیستمز (انگلیسی: EPAM Systems) شرکت نرم‌افزار آمریکایی است، که در سال ۱۹۹۳ تأسیس شد.